# Грінфілд (Каліфорнія)
Грінфілд (англ. Greenfield) — місто (англ. city) в США, в окрузі Монтерей штату Каліфорнія. Населення — 18 937 осіб (2020).

## Географія
Грінфілд розташований за координатами 36°19′24″ пн. ш. 121°14′42″ зх. д. / 36.32333° пн. ш. 121.24500° зх. д. (36.323292, -121.244924).  За даними Бюро перепису населення США в 2010 році місто мало площу 5,53 км², з яких 5,53 км² — суходіл та 0,00 км² — водойми.

## Демографія
Згідно з переписом 2010 року, у місті мешкало 16 330 осіб у 3460 домогосподарствах у складі 3100 родин. Густота населення становила 2953 особи/км².  Було 3752 помешкання (678/км²).
Расовий склад населення:
| - 36,6 % — білих - 5,4 % — корінних американців - 1,1 % — чорних або афроамериканців - 1,1 % — азіатів - 0,1 % — вихідців з тихоокеанських островів - 51,8 % — осіб інших рас |

До двох чи більше рас належало 4,0 %. Частка іспаномовних становила 91,3 % від усіх жителів.
За віковим діапазоном населення розподілялося таким чином: 35,8 % — особи молодші 18 років, 59,5 % — особи у віці 18—64 років, 4,7 % — особи у віці 65 років та старші. Медіана віку мешканця становила 25,5 року. На 100 осіб жіночої статі у місті припадало 109,8 чоловіків;  на 100 жінок у віці від 18 років та старших — 110,9 чоловіків також старших 18 років.
Середній дохід на одне домашнє господарство  становив 56 876 доларів США (медіана — 49 263), а середній дохід на одну сім'ю — 54 729 доларів (медіана — 46 983). Медіана доходів становила 30 910 доларів для чоловіків та 24 709 доларів для жінок. За межею бідності перебувало 25,1 % осіб, у тому числі 38,8 % дітей у віці до 18 років та 7,5 % осіб у віці 65 років та старших.
Цивільне працевлаштоване населення становило 6586 осіб. Основні галузі зайнятості: сільське господарство, лісництво, риболовля — 39,9 %, освіта, охорона здоров'я та соціальна допомога — 15,0 %, роздрібна торгівля — 7,6 %, виробництво — 6,7 %.